# 하라역 (가가와현)
하라역(일본어: 原駅)은 일본 가가와현 다카마쓰시에 위치한 다카마쓰코토히라 전기철도 시도 선의 철도역이다. 단선 승강장 1면 1선의 구조를 갖춘 지상역이다.

## 이용 현황
| 승차 인원 추이 | 승차 인원 추이 |
| 연도           | 1일 평균       |
| -------------- | -------------- |
| 2011           | 193            |
| 2012           | 198            |
| 2013           | 176            |
| 2014           | 151            |
| 2015           | 156            |

## 역 주변
- 국도 제11호선
- 가가와 현립 보건 의료대학

## 역사
- 1911년 11월 18일 : 도산 전기 궤도의 역으로서 개업.
- 1916년 12월 25일 : 회사 합병에 의해 시코쿠 수력 전기의 역이 됨.
- 1942년 4월 30일 : 사업 양도에 의해 사누키 전철의 역이 됨.
- 1943년 11월 1일 : 다카마쓰코토히라 전기 철도 시도 선의 역이 됨.
- 1945년 1월 26일 : 시도 선의 야쿠리 · 고토덴시도 간이 불요불급선으로 지정되어 운행 중지.
- 1949년 10월 9일 : 야쿠리 · 고토덴시도 간의 운행 재개로 인해 영업 재개.

## 인접 역
| 다카마쓰코토히라 전기철도 시도 선 | 다카마쓰코토히라 전기철도 시도 선 | 다카마쓰코토히라 전기철도 시도 선 |
| --------------------------------- | --------------------------------- | --------------------------------- |
| S 13 후사자키 가와라마치 방면     | ■ 시도 선                         | 고토덴시도 S 15 고토덴시도 방면   |